# Ea Kao
Ea Kao là một phường thuộc tỉnh Đắk Lắk, Việt Nam.
Xã Ea Kao có diện tích 46,08 km², dân số năm 1999 là 13.445 người, mật độ dân số đạt 292 người/km².